# Алмада
Алма́да (порт. Almada; МФА: [aɫ.ˈma.dɐ]) — муніципалітет і місто в Португалії, в окрузі Сетубал. Розташований у західній частині країни, на березі Атлантичного океану, на теренах історичної португальської провінції Ештремадура. Належить до Сетубальської діоцезії Католицької церкви в Португалії. Права міського самоврядування має з 1190 року. Поділяється на 5 парафій. За адміністративним поділом, чинним до 1976 року, був складовою провінції Ештремадура. Площа муніципалітету — 70,21 км², населення муніципалітету — 174030 ос. (2011); густота населення — 2478,71 осіб/км²
. Патрон — Іван Хреститель. Святковий день муніципалітету — 24 червня. Поштовий індекс — 2800.  Код місцевої адміністративної одиниці — 1503. Складова статистичного регіону Лісабон.

## Географія
Алмада розташована на заході Португалії, на північному заході округу Сетубал.
Алмада межує на сході — з муніципалітетом Сейшал, на півдні — з муніципалітетом Сезімбра. На півночі й заході омивається водами Атлантичного океану, гирлом річки Тежу.

## Історія
Алмада була заснована мусульманами, а в середині XII століття була відбита у маврів першим португальським королем Афонсу I. Після звільнення Лісабона в 1147 році він дарував це поселення англійському хрестоносцю Вільяму, родоначальнику португальського Алмадського дому.
1190 року португальський король Саншу I надав Алмаді форал, яким визнав за поселенням статус містечка та муніципальні самоврядні права.
Статус міста отримала у 1973 році. Іншим містом на території муніципалітету є Кошта-де-Капаріка (статус міста з 2004 року).
Алмада є батьківщиною відомого португальського футболіста Луїша Фігу.

## Населення
| Кількість мешканців | Кількість мешканців | Кількість мешканців | Кількість мешканців | Кількість мешканців | Кількість мешканців | Кількість мешканців | Кількість мешканців | Кількість мешканців | Кількість мешканців | Кількість мешканців | Кількість мешканців | Кількість мешканців | Кількість мешканців | Кількість мешканців |
| ------------------- | ------------------- | ------------------- | ------------------- | ------------------- | ------------------- | ------------------- | ------------------- | ------------------- | ------------------- | ------------------- | ------------------- | ------------------- | ------------------- | ------------------- |
| 1864                | 1878                | 1890                | 1900                | 1911                | 1920                | 1930                | 1940                | 1950                | 1960                | 1970                | 1981                | 1991                | 2001                | 2011                |
| 10 192              | 11 896              | 13 530              | 15 764              | 18 076              | 20 291              | 23 694              | 29 546              | 43 768              | 70 968              | 107 575             | 147 690             | 151 783             | 160 825             | 174 030             |

## Парафія
1. Алмада (порт. Almada)
2. Касільяш (порт. Cacilhas)
3. Капаріка (порт. Caparica)
4. Шарнека-де-Капаріка (порт. Charneca de Caparica)
5. Кошта-де-Капаріка (порт. Costa de Caparica)
6. Кова-да-Пієдаде (порт. Cova da Piedade)
7. Ларанжейру (порт. Laranjeiro)
8. Прагал (порт. Pragal)
9. Собреда (порт. Sobreda)
10. Трафарія (порт. Trafaria)
11. Фейжо (порт. Feijó)

6 з міських громад утворюють місто Алмаду: Алмада, Касільяш, Кова-да-Пієдаде, Ларанжейру, Прагал, Фейжо із загальною площею 13,74 км².

## Економіка, побут, транспорт
Економіка району представлена харчовою промисловістю, торгівлею, транспортом, рибальством, судноремонтною та металообробною промисловістю, а також будівництвом. Поблизу Алмади розташована база військово-морських сил.
У місті діє університет, а також училище морського флоту.
Серед архітектурних пам'яток відзначають релігійний монумент «Христос-Король» (порт. Cristo Rei) — 110-метровий монумент Христа, установлений на п'єдесталі (збудований у 1959 році).
Алмада, як і муніципалітет у цілому, має добре розвинуту транспортну мережу, з'єднана з Лісабоном платною швидкісною автомагістраллю А-2 (проходить через міст 25 Квітня), річковим транспортом, має залізничні станції приміського сполучення (Fertagus).
Єдиний міст між містами Алмада і Лісабон, а також перший міст через річку Тежу був споруджений ще за часів португальського диктатора Салазара у 1962—1966 роках — так званий підвісний міст довжиною 2277 м і 70 м у висоту. З моменту відкриття (6 серпня 1966 року) і до революції Гвоздик носив ім'я диктатора — міст Салазара. У 1974 році назву було змінено на честь революції — міст 25 Квітня. Це одночасно автомобільний (платний у Лісабонському напрямку) і залізничний міст. Щороку у середині березня через міст проходить маршрут Лісабонського напівмарафону (з цього приводу автомобільний рух припиняється на декілька годин, а охочі пробігти мостом мають можливість це зробити).
На території міста і муніципалітету діє легке метро, три лінії якого зв'язують різні міські громади Алмади.

## Галерея

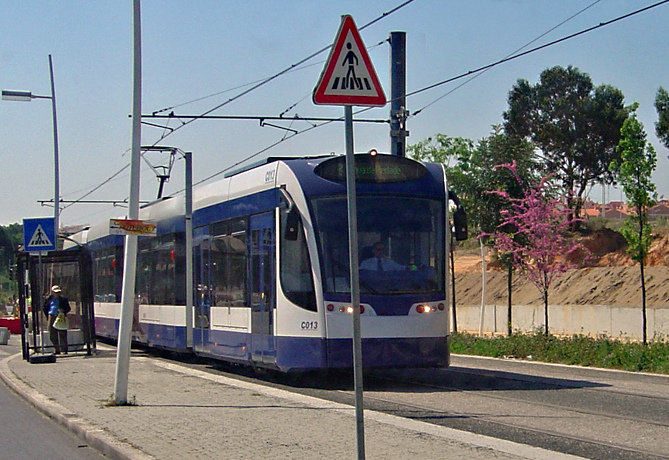
Легке метро в Алмаді
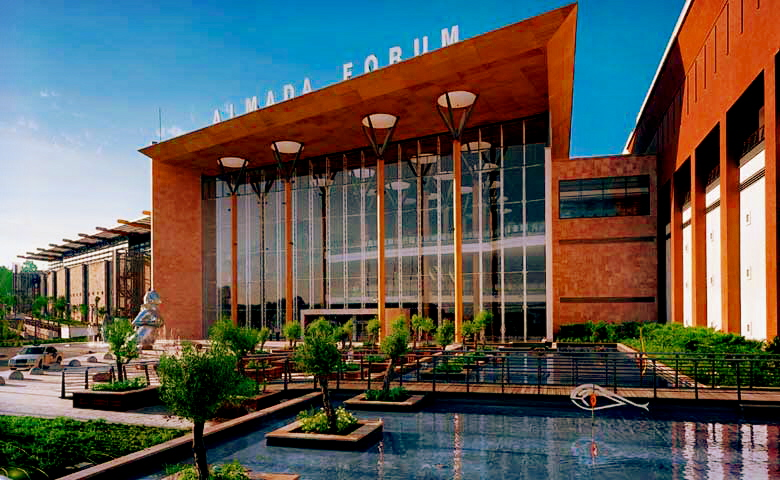
КЦ «Алмада-Форум»
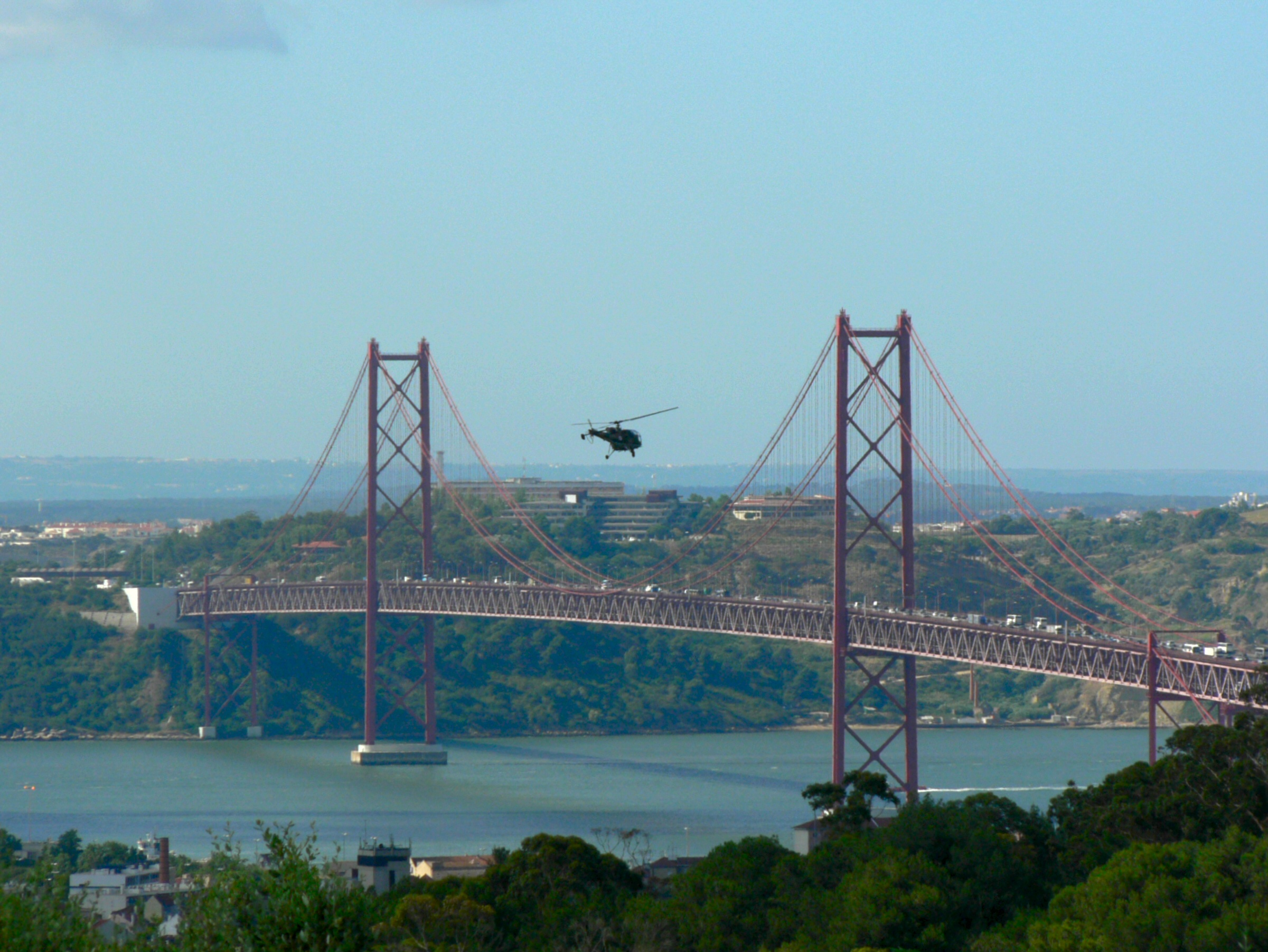
Міст 25 Квітня, що з'єднує Алмаду з Лісабоном